# Mike Sparken
Michael Poberejsky (16 de junho de 1930 – 21 de setembro de 2012) foi um automobilista francês que participou do Grande Prêmio da Grã-Bretanha de 1955 de Fórmula 1. Ele terminou a prova em 7º lugar.